# Waxholme
Waxholme – osada w Anglii, w hrabstwie East Riding of Yorkshire. Leży 23 km na wschód od miasta Hull i 249 km na północ od Londynu.